# Frosinone Calcio
Maillots
Le Frosinone Calcio S.r.l., ou plus communément Frosinone est un club italien de football basé à Frosinone fondé en 1906.
Le Frosinone Calcio joue pour la première fois en Serie A en 2015-2016, le club n'y séjournera qu'une saison mais fera son retour en 2018-2019 également pour une seule saison, puis gagne sa troisième promotion en 2023.

## Histoire
Le club est fondé le 5 mars 1906 sous le nom Union Sportive Frusinate, puis appelé US Frosinone il joue principalement dans des tournois à l'époque du régime fasciste en Italie. À l'époque du gouvernement de Mussolini, l'US Frosinone s'appelait "CXIX Legione M.V.S.N" pendant un certain temps. L'US Frosinone a finalement été rebaptisé Frosinone Calcio en 1928. Quatre ans plus tard, le Stadio Comunale Matusa a été construit à Frosinone.
En 1934, Frosinone Calcio réussit pour la première fois à atteindre la Prima Divisione, rebaptisée plus tard Serie C. Pendant la Seconde Guerre mondiale, le club disparaît.
Après la Seconde Guerre mondiale, la section de football a été relancée en 1945. Deux ans plus tard, elle est de nouveau promu en Serie C. Lors de la saison 1958-59, le club a été exclu après des émeutes lors d'un match contre Cosenza Calcio. Le résultat de l'exclusion a été la relégation en Serie D.
Après avoir été rétrogradé au quatrième niveau, Frosinone a eu du mal à revenir dans les meilleures ligues. Le club reste en Serie D jusqu'en 1966, avant de remonter en Serie C, étant immédiatement relégué après un an. En 1971, il est de nouveau promu en Serie C.
Jusqu'en 2004, Frosinone Calcio est resté en quatrième division. Le club a disputé à la fois des barrages de promotion (perdus contre le SC Albanova en 1996) et des barrages de relégation (gagnés contre Albanova en 1998). En 2004, le saut dans la série C1 (3e division) a finalement réussi. Lors de la première saison en série C1, le club a atteint la 5e place et échoue en demi-finale des barrages de montée contre l'AC Mantova. La même année, l'équipe atteint la finale de la Coppa Italia Serie C. La finale a été perdue contre Spezia Calcio 1-1 et 0-1. Au cours de la saison 2005-06, le Frosinone Calcio en tant que vice-champion dispute de nouveau les barrages, Frosinone sort vainqueur et s'établit en Serie B jusqu'en 2011, date à laquelle il a été relégué en Serie C1, désormais rebaptisée Lega Pro Prima Divisione.

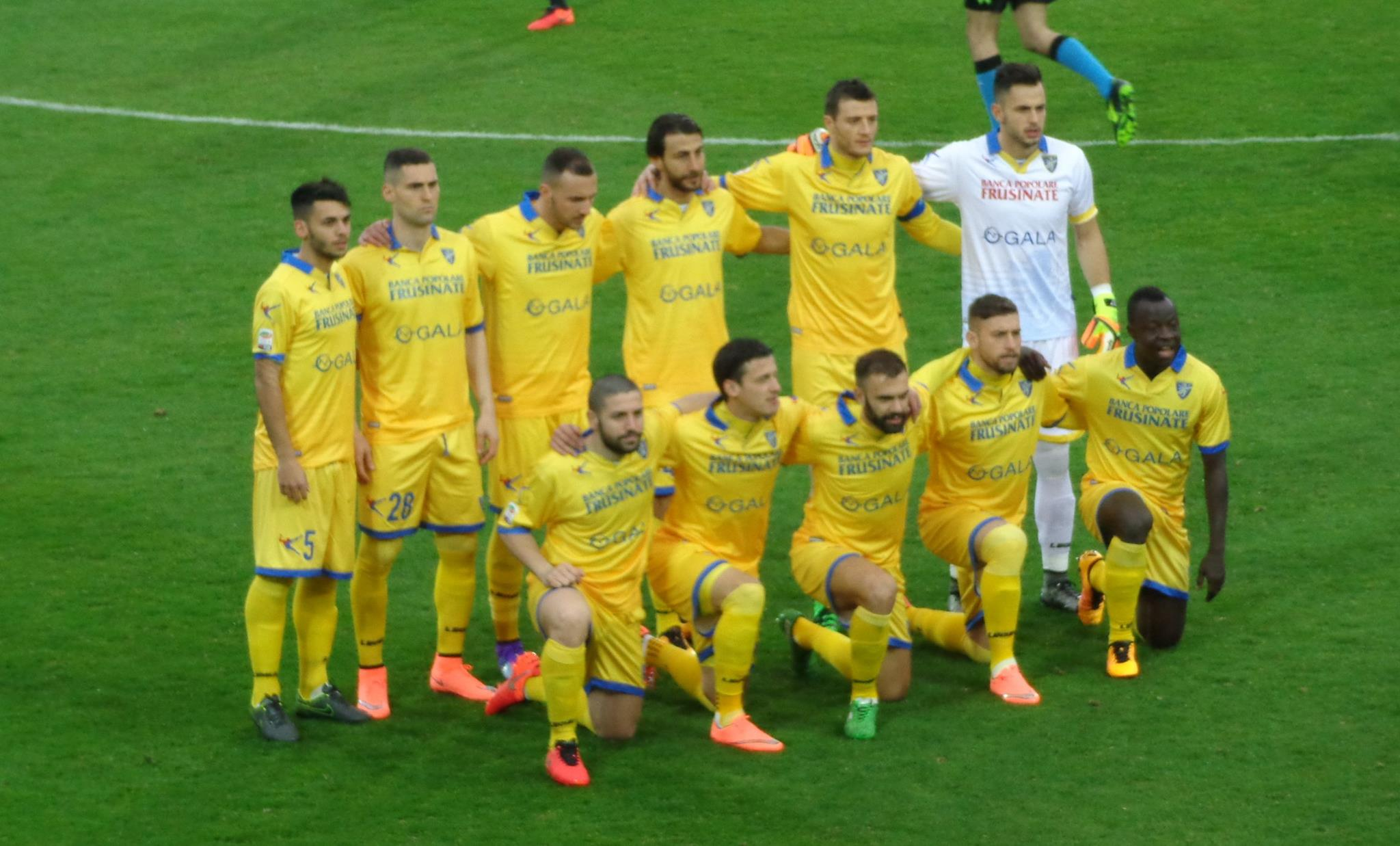
L'équipe de la saison 2015-2016, débuts historiques en Serie A.

Après deux saisons en troisième division, l'équipe a réussi lors de la saison 2013-14 la montée en Serie B et en 2014-15 la promotion en Serie A. Le club n'y séjournera qu'une saison, en terminant à l'avant dernière place.
Depuis 2017, le club joue dans son nouveau stade d'une capacité de 16 227 places.
En 2017-2018, Frosinone termine à la 3e place de la Serie B et remporte les barrages de montée. Lors de la saison 2018-2019 de Serie A, le club finira de nouveau à l'avant dernière place et retourne en deuxième division italienne.

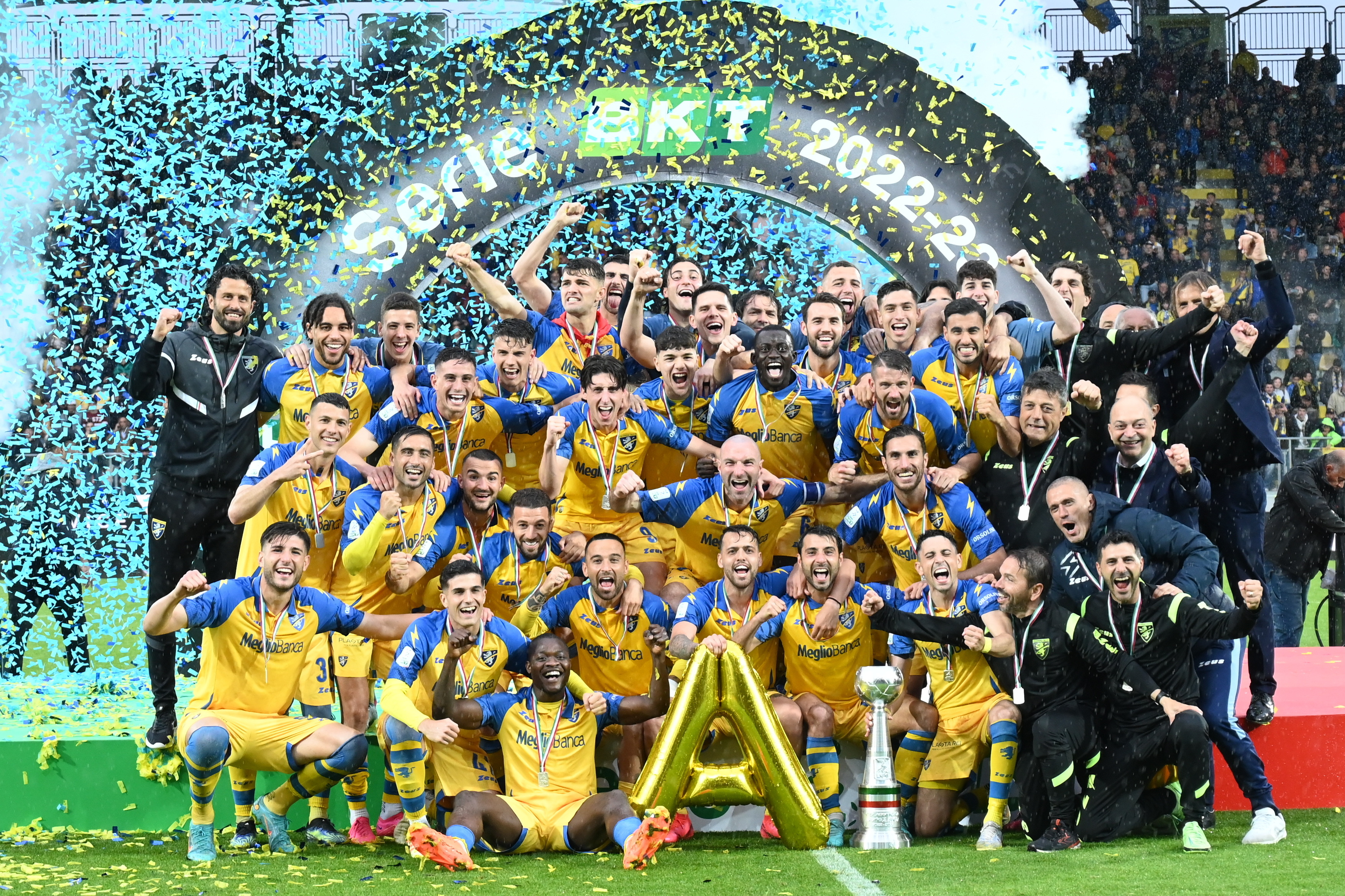
Frosinone est champion de Serie B 2023.

En 2022-2023, à trois journées de la fin, le club est assuré de sa troisième promotion en Serie A.

## Palmarès et résultats

### Palmarès
| Compétitions nationales | Compétitions régionales |
| Championnats - Serie B (D2) : - Champion (1) : 2023. - Serie C2 (D4) : - Champion (2) : 1987 et 2004. - Serie D (D5) : - Champion (2) : 1966 et 1971. Coupes - Coppa Italia Serie C : - Finaliste (1) : 2005. | - Terza Divisione (D10) : - Champion (1) : 1995. - Seconda Divisione (D4 puis D5) : - Champion (2) : 1934 et 1946. - Prima Categoria (D4) : - Champion (2) : 1962 et 1963. |

### Records individuels
|   | Nom               | Matchs | Dates                           |
| - | ----------------- | ------ | ------------------------------- |
| 1 | Marco Cari        | 287    | 1979-1989                       |
| 2 | Giorgio Davato    | 272    | 1978-1981? 1982-1988            |
| 3 | Gianni Gabriele   | 250    | ?                               |
| 4 | Fabrizio Perrotti | 228    | 1982-1984, 1993-1997, 1999-2001 |
| 5 | Pietro Del Sette  | 205    | ?                               |

|   | Nom              | Buts | Dates                |
| - | ---------------- | ---- | -------------------- |
| 1 | Paolo Santarelli | 64   | 1974-1977, 1980-1983 |
| 2 | Francesco Caputi | 43   |                      |
| 3 | Francesco Lodi   | 38   | 2006-2008, 2010-2011 |
| 4 | Daniel Ciofani   | 38   | 2013-                |
| 5 | Paolo Russo      | 36   | ?                    |

## Identité du club

### Changements de nom
- 1906-1928 : Unione Sportiva Frusinate
- 1928-1931 : Gruppo Sportivo 119ª Legione M.V.S.N. Frosinone
- 1931-1945 : Polisportiva Bellator Frusino
- 1945-1950 : Unione Sportiva Frosinone
- 1950-1959 : Associazione Sportiva Frosinone
- 1959-1963 : Unione Sportiva Frosinone
- 1963-1973 : Sporting Club Frosinone
- 1973-1990 : Associazione Sportiva Frosinone
- 1990- : Frosinone Calcio

### Couleurs
Les premières couleurs étaient le rouge et le bleu, tirées du blason de la ville. C'est seulement ensuite que Frosinone a commencé à porter des maillots jaunes, avec des parements de couleur bleue, qui sont désormais les couleurs habituelles du club ciociara.

Ancien logo du club

### Mascotte
Depuis la saison 2007-2008 , le club a une mascotte appelée Lillo, représentée par un lion, l'animal qui apparaît dans les armoiries du club. Le nom a été choisi par les supporters de Frosinone grâce à un sondage organisé sur le site officiel du club. La mascotte accompagne l'équipe locale lors de ses déplacements depuis la saison 2008-2009.

## Joueurs et personnalités du club

### Présidents
Le tableau suivant présente la liste des entraîneurs du club depuis 1931.
| Rang | Nom                                                   | Période   |
| ---- | ----------------------------------------------------- | --------- |
| 1    | ?                                                     | 1906-1963 |
| 2    | Augusto Orsini                                        | 1963-1964 |
| 3    | Angelo Cristofari & Vincenzo Mossini & Roberto Stirpe | 1964-1965 |
| 4    | Roberto Stirpe & Benito Stirpe                        | 1965-1967 |
| 5    | Dante Spaziani                                        | 1967-1970 |

| Rang | Nom                     | Période   |
| ---- | ----------------------- | --------- |
| 6    | Gaetano Marocco         | 1970-1972 |
| 7    | Domenico Franceschi     | 1972-1975 |
| 8    | Giuseppe Battista       | 1975-1976 |
| 9    | Raffaele Bizzicari      | 1976-1977 |
| 10   | Domenico Antonio Marini | 1977-1980 |
| 11   | Giovanni Lenzini        | 1980-1982 |
| 12   | Umberto Celani          | 1982-1983 |

| Rang | Nom                 | Période   |
| ---- | ------------------- | --------- |
| 13   | Giuliano Giurgola   | 1983-1985 |
| 14   | Eraldo Profumo      | 1985-1986 |
| 15   | Tito Di Vito        | 1986-1987 |
| 16   | Mario Iannarilli    | 1987-1989 |
| 17   | Alfredo Scaccia     | 1989-1990 |
| 18   | Angelo Deodati      | 1990-1992 |
| 19   | Francesco Cuzzocrea | 1992-1993 |

| Rang | Nom               | Période   |
| ---- | ----------------- | --------- |
| 20   | Massimo Conti     | 1993-1998 |
| 21   | Giacomo Carbone   | 1998-2000 |
| 22   | Rosettano Navarra | 2000-2003 |
| 23   | Maurizio Stirpe   | 2003-     |

### Effectif professionnel actuel
Le premier tableau liste l'effectif professionnel du Frosinone Calcio pour la saison 2024-2025. Le second recense les prêts effectués par le club lors de cette même saison.
En grisé, les sélections de joueurs internationaux chez les jeunes mais n'ayant jamais été appelés aux échelons supérieurs une fois l'âge-limite dépassé ou les joueurs ayant pris leur retraite internationale.

### Joueurs emblématiques
- Salvatore Bocchetti
- Stefano Colantuono
- Zlatko Dedič
- Éder Citadin Martins
- Francesco Lodi